# Heineken Classic
O Heineken Classic foi um torneio masculino de golfe profissional, que foi disputado entre os anos de 1993 e 2005 como integrante do calendário do PGA Tour da Australásia. Decorreu no Vines Resort, na Austrália Ocidental entre os anos de 1993 e 2001 e passou a ser realizado no Royal Melbourne Golf Club entre 2002 e 2005. Foi cossancionado pelo PGA European Tour em 1996. Em 2005 foi o torneio de golfe mais lucrativo da Australásia, mas a edição de 2006 fora cancelada após a debandada do patrocinador e os promotores não conseguiram arranjar um substituto. Este foi um de uma série de torneios a ser cancelados na Austrália, dentro do espaço de poucos anos. Os vencedores do Heineken Classic durante os treze anos de realização incluía o ex-número do mundo, Ernie Els e o futuro campeão do Aberto dos Estados Unios de golfe, Michael Campbell.

## Campeões
| Ano  | Campeão              | País          | Pontuação | Par | Margem de vitória | Vice-campeão(ões)                        |
| ---- | -------------------- | ------------- | --------- | --- | ----------------- | ---------------------------------------- |
| 2005 | Craig Parry          | Austrália     | 270       | −14 | Playoff           | Nick O'Hern                              |
| 2004 | Ernie Els (3)        | África do Sul | 268       | −20 | 1 tacada          | Adam Scott                               |
| 2003 | Ernie Els (2)        | África do Sul | 273       | −15 | 1 tacada          | Nick Faldo Peter Lonard                  |
| 2002 | Ernie Els            | África do Sul | 271       | −17 | 5 tacadas         | Peter Fowler David Howell Peter O'Malley |
| 2001 | Michael Campbell (2) | Nova Zelândia | 270       | −18 | 5 tacadas         | David Smail                              |
| 2000 | Michael Campbell     | Nova Zelândia | 268       | −20 | 6 tacadas         | Thomas Bjørn                             |
| 1999 | Jarrod Moseley       | Austrália     | 274       | −14 | 1 tacada          | Ernie Els Bernhard Langer Peter Lonard   |
| 1998 | Thomas Bjørn         | Dinamarca     | 280       | −8  | 1 tacada          | Ian Woosnam                              |
| 1997 | Miguel Ángel Martín  | Espanha       | 273       | −15 | 1 tacada          | Fred Couples                             |
| 1996 | Ian Woosnam          | País de Gales | 277       | −11 | 1 tacada          | Paul McGinley Jean van de Velde          |

Antes do cossancionamento ao European Tour
- 1995 – Robert Allenby –  Austrália
- 1994 – Michael Clayton –  Austrália
- 1993 – Peter Senior –  Austrália